# Bond Point
Der Bond Point ist Landspitze an der Südküste der Livingston-Insel im Archipel der Südlichen Shetlandinseln. Sie liegt nordöstlich des Elephant Point und markiert gemeinsam mit diesem die Einfahrt zur Kavarna Cove.
Das UK Antarctic Place-Names Committee benannte die Landspitze 1958 nach Ralph Bond, Kapitän des Robbenfängers Hetty aus London, der die Südlichen Shetlandinseln zwischen 1820 und 1821 ansteuerte und seinem Landsmann George Powell (1794–1824) Beschreibungen und Skizzen für die Erstellung dessen 1822 veröffentlichter Landkarte zur Verfügung stellte.